# Бальдикьери-д’Асти
Бальдикьери-д’Асти (итал. Baldichieri d'Asti) — коммуна в Италии, располагается в регионе Пьемонт, в провинции Асти.
Население составляет 1036 человек (2008 г.), плотность населения составляет 199 чел./км². Занимает площадь 5 км². Почтовый индекс — 14011. Телефонный код — 0141.
Покровителем города считается святой Секунд Астийский, празднование 2 мая.

## Демография
Динамика населения:

## Администрация коммуны
- Официальный сайт: http://www.comune.baldichieridasti.at.it/